# Уч-Коргон (Баткенская область)
Уч-Коргон (кирг. Үч-Коргон) — село в Кадамжайском районе Баткенской области Кыргызстана. Административный центр айылного аймака Уч-Коргон.

## История
С тюркского языка коргон переводится как «крепость» (не путать с курганами). В 1936—1957 годах село носило название Молотовабад.
Уч-Коргон имеет древнюю историю. На его территории были обнаружены памятники истории периода зороастризма. Здесь бывал известный русский путешественник А. П. Федченко.
В Уч-Коргоне советский полководец М. В. Фрунзе встречался с известным басмаческим курбаши Мадаминбеком и склонил его принять советскую власть. В своё время в Уч-Коргоне скрывался эмир Бадахшана.
Здесь находится гробница одного из командиров кокандского хана Нияза Саркора, который погиб, защищая родину от джунгар. Также в Уч-Коргоне имеется гробница религиозного деятеля Ишана Балхи и ряда других известных теологов.
В годы Великой Отечественной войны 505 уч-коргонцев погибли, защищая Советскую родину от фашистской Германии. Впоследствии несколько человек погибли на Афганской войне.
До 13 октября 1999 года Уч-Коргон находился в составе Ошской области).

## Население
Согласно оценочным данным Национального статистического комитета Кыргызской Республики, численность населения села на начало 2025 года составляла 15 571 человек.